# Krämerbrücke

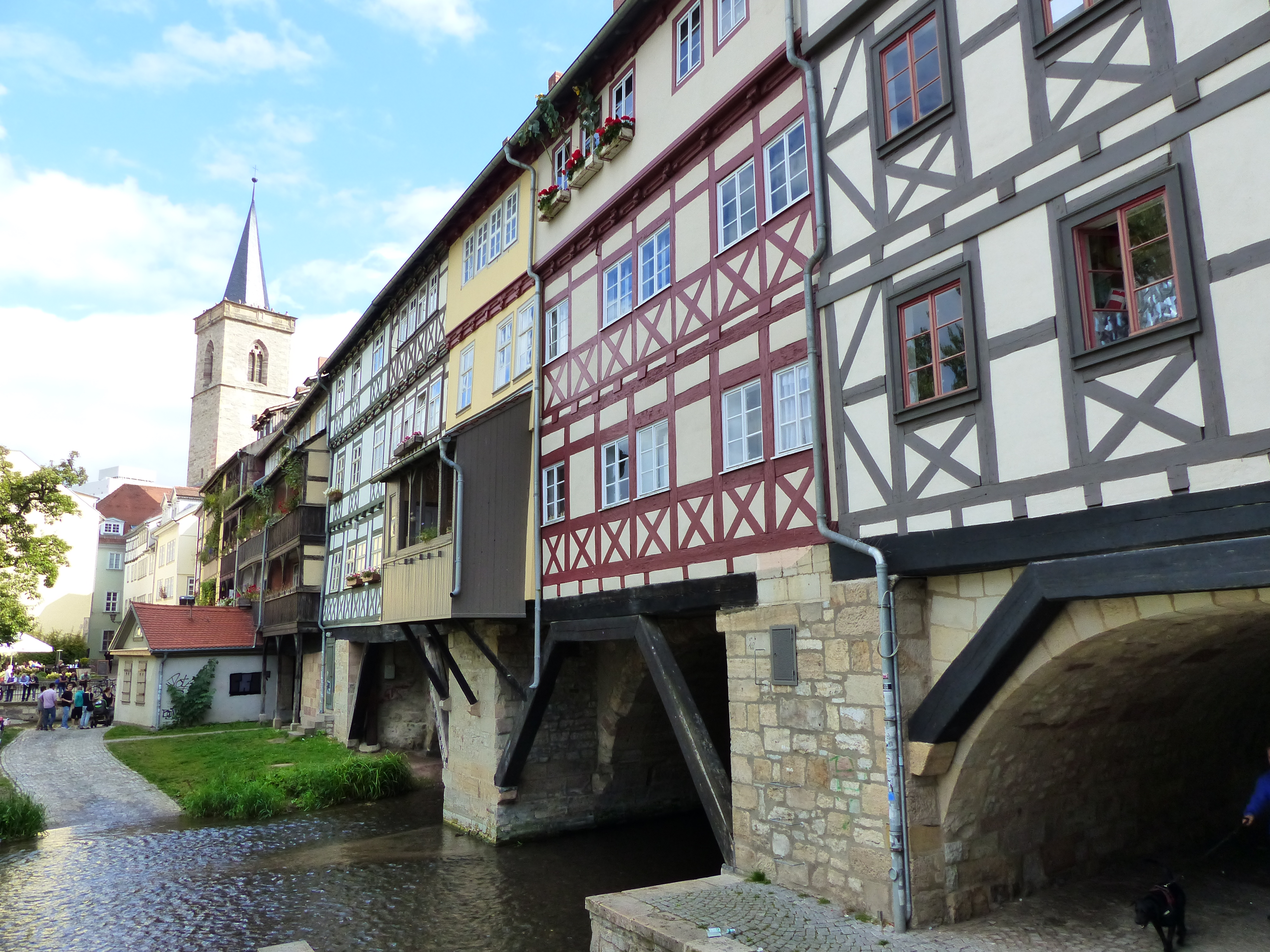
Erfurt: veduta del Krämerbrücke

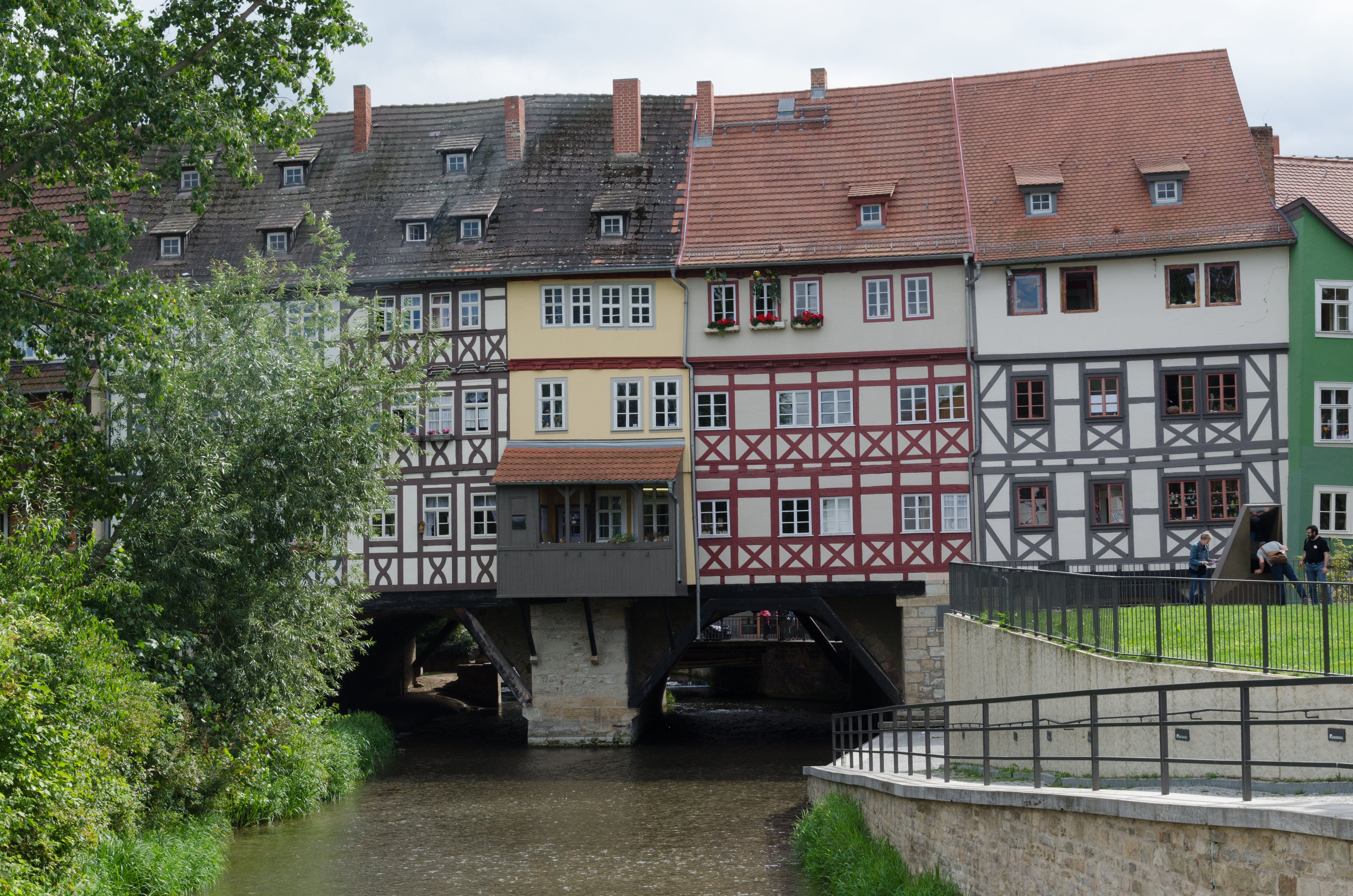
Il lato settentrionale del ponte

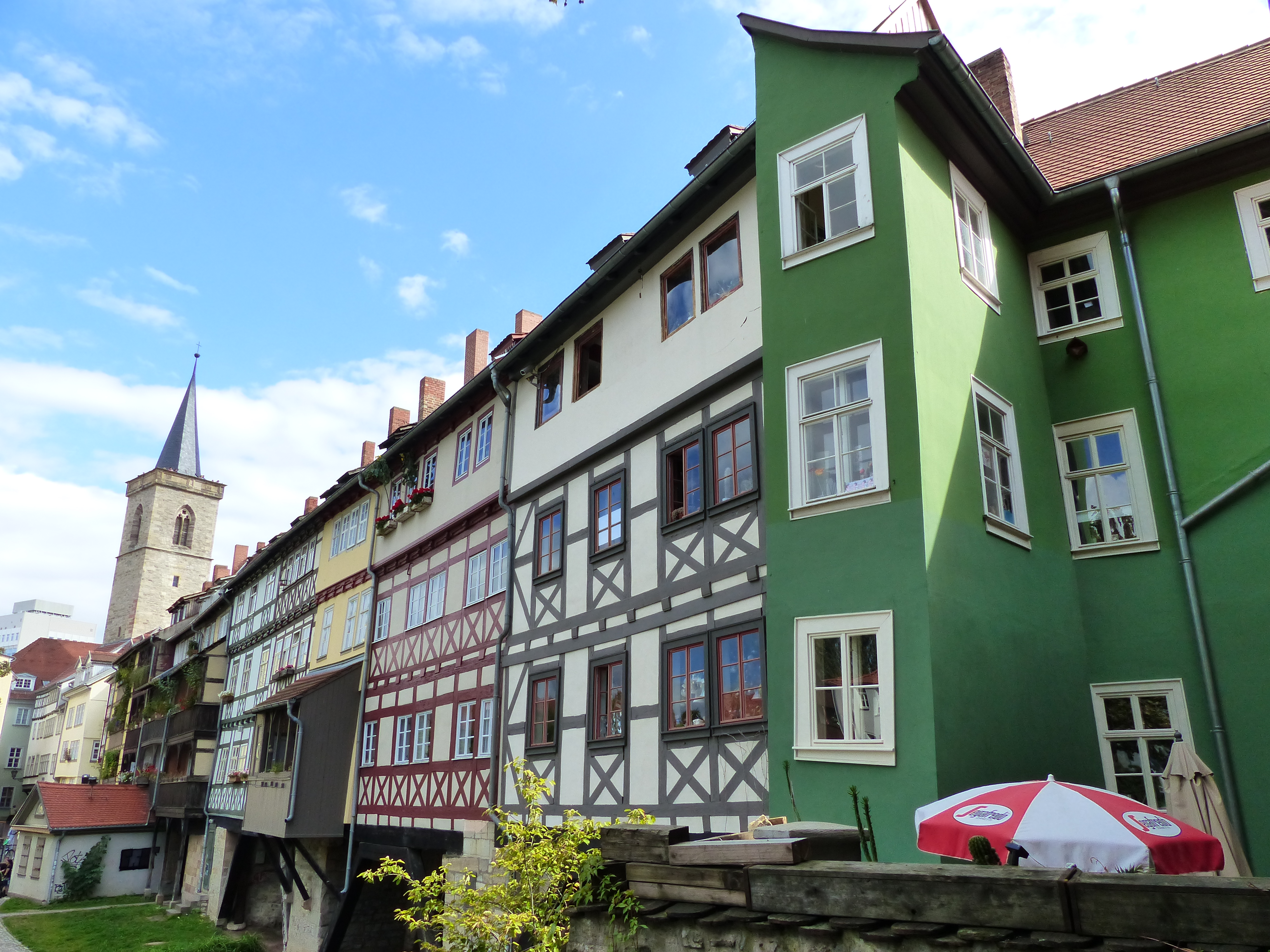
Edifici che si affacciano sul Krämerbrücke

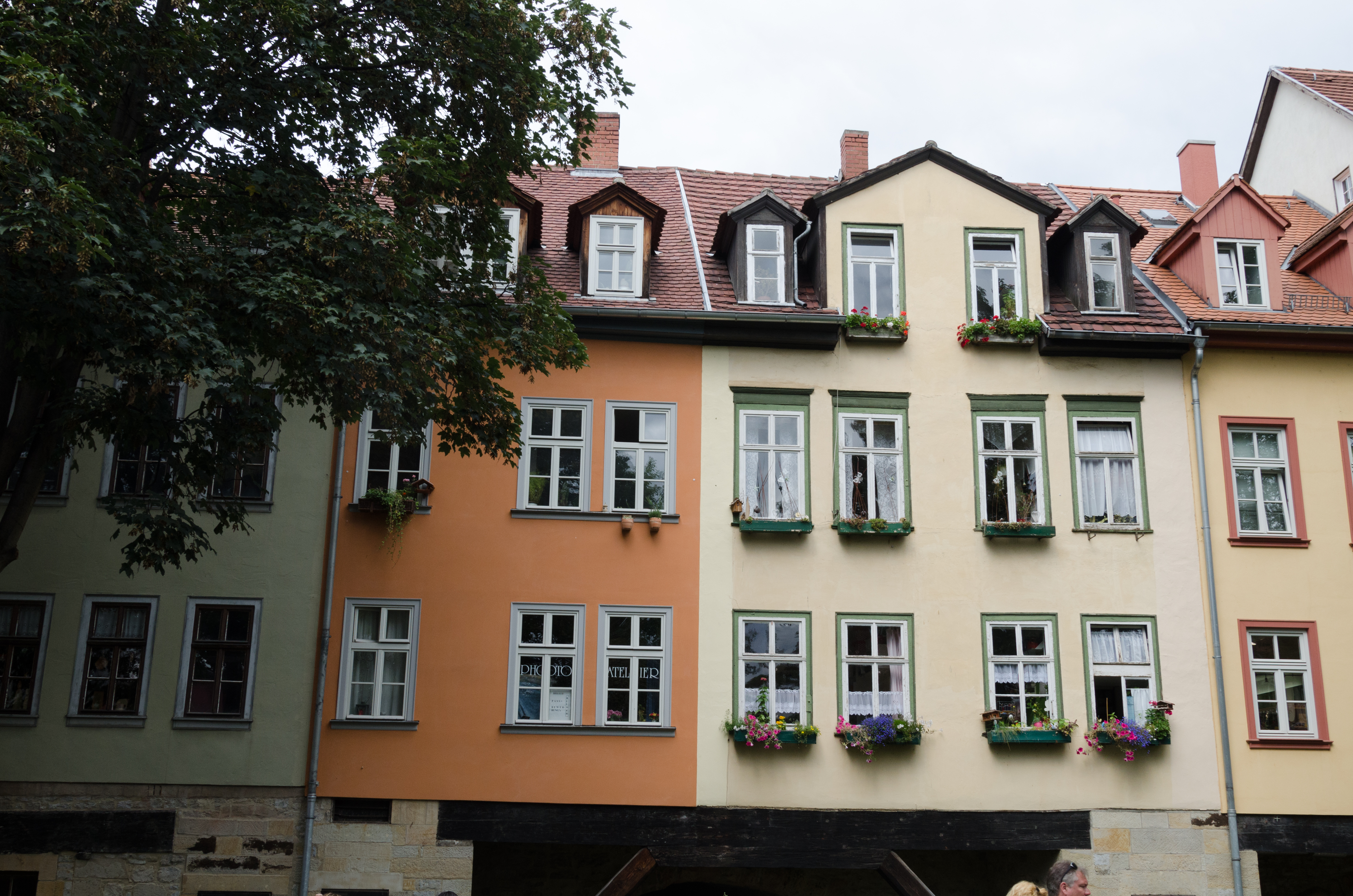
Edifici che si affacciano sul lato meridionale del ponte

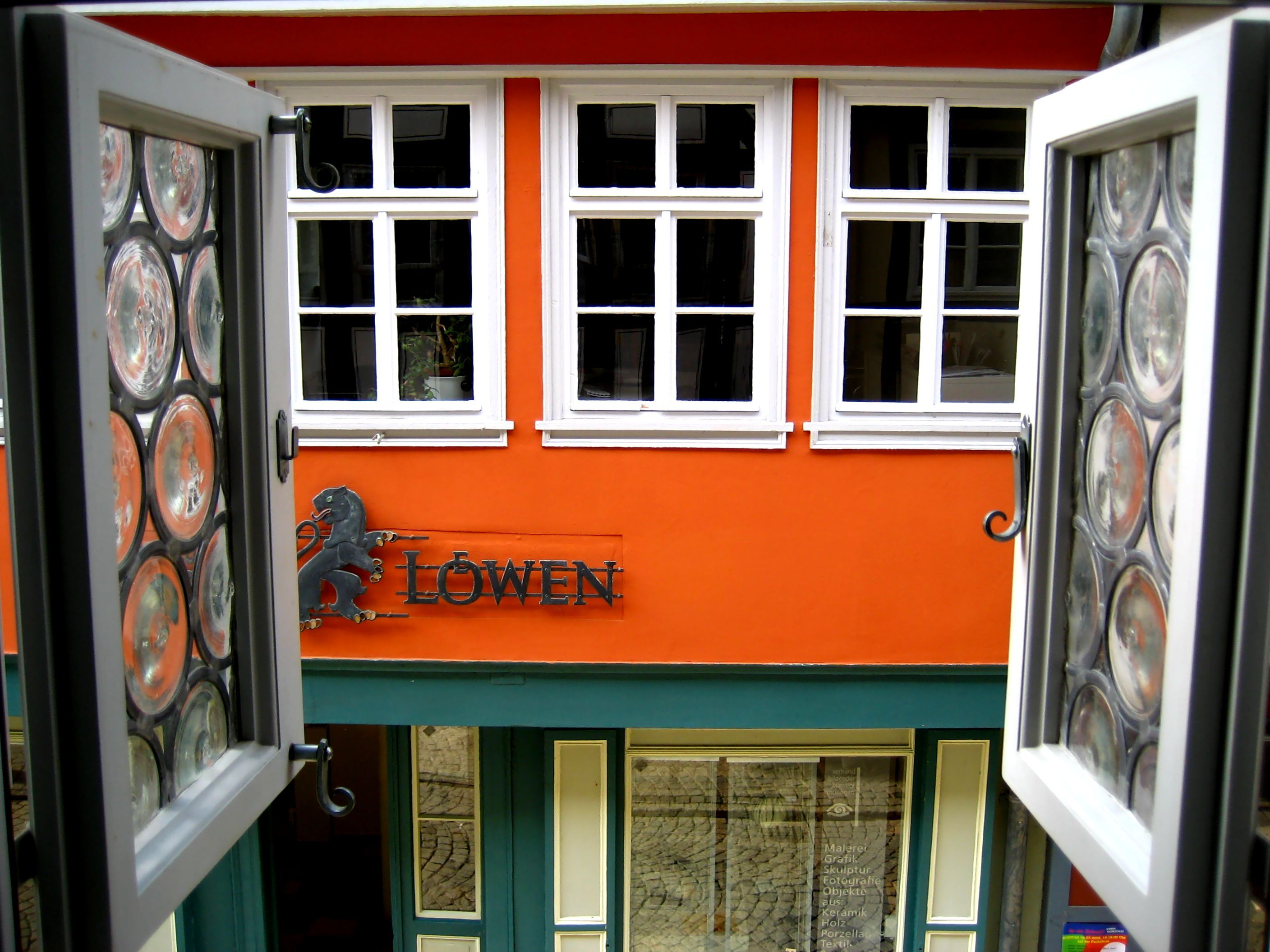
La "Haus zum bunten Löwen", edificio sul Krämerbrücke

La Krämerbrücke (lett.: «ponte dei bottegai») è un ponte abitato sul fiume Gera che sorge nel centro della città di Erfurt, nella regione della Turingia, in Germania: costruito nel 1325 sulle fondamenta di un ponte originario del XII secolo e contornato da edifici del XVII-XIX secolo, è uno dei principali monumenti medievali della città, nonché uno dei simboli della città stessa.

## Storia
Dell'originario ponte in legno si hanno già notizie sin dal 1117: a quell'epoca, il ponte costituiva una parte della strada commerciale Via Regia.
Dato però che quel ponte era stato spesso colpito da incendi, due secoli dopo, nel 1325, venne deciso di sostituirlo dall'attuale ponte in pietra.
Nel 1472, il ponte andò praticamente distrutto da un incendio che imperversò in città. Con la ricostruzione, furono anche aggiunti 62 edificio a graticcio in legno.
A partire dal primo decennio del XVI secolo, il ponte iniziò ad essere noto come Krämerbrücke.
Nel corso dei secoli, i 62 edifici originali furono ridotti agli attuali 32.
Nel 1855, gli edifici ai nr. 23-27, andarono distrutti in un incendio, ma furono in seguito ricostruiti.
Nel 1895, il previsto abbattimento fu evitato a causa dei costi ingenti che l'operazione avrebbe comportato.
Nel 1912, il ponte rischiò nuovamente di essere abbattuto a causa della prevista costruzione di una nuova strada che doveva collegare il Fischmarkt con la Gotthardtstraße.
Alla fine degli anni sessanta fu intrapresa un'opera di restauro del Krämerbrücke.
Ulteriori opere di restauro furono poi intraprese nel 1985 e nel 2002. Nel frattempo, nel 1996, fu istituita la Stiftung Krämerbrücke, per la salvaguardia del ponte.
|  |

## Architettura
Il Krämerbrücke si trova in pieno centro storico, a nord della Piazza del Municipio e ad est della Michaelisstraße.
Il ponte, in pietra calcarea e arenaria, misura 79 metri ed è retto da cinque archi in arenaria. Lungo il ponte si ergono 32 edifici (che è tutto ciò che resta degli originari 62), alcuni dei quali a graticcio, che ospitano botteghe di artigianato e antiquariato, negozi di spezie e stoffe, cartolerie, ecc.
|  |

Un edificio sul Krämerbrücke ospita anche un museo, il Krämerbrückenmuseum, che espone giocattoli e bambole.

### Edifici sul Krämerbrücke
Tra gli edifici storici che si ergono lungo il Krämerbrücke, figurano i seguenti:
- "Engel und Christohp" (Nr. 2)
- "Grabscheit" (Nr. 3)
- "Spielberg und Rosenkranz" (Nr. 5)
- "Zur Glocke" (Nr. 7)
- "Güldener Schaar und Schweinskopf" (Nr. 9)
- "Zum roten Turm" (Nr. 17)
- "Engelsröschen" (Nr. 20)
- "Haus der Stiftung" (Nr. 31)